# سيمون ليكوي
سيمون ليكوي أندرادي (بالإسبانية: Simón Lecue)‏ (11 فبراير 1912 – 27 فبراير 1984) لاعب كرة قدم إسباني راحل كان يجيد اللعب في خط الوسط .
لعب طوال مسيرته الرياضية في أندية باراكالدو (1929-1930) ألافيس (1930-1932) ريال بتيس (1932-1935) ريال مدريد (1935-1942) فالنسيا (1942-1946) تشامبيري (1948) ريال سرقسطة (1948-1949).
مثل منتخب إسبانيا في 7 مباريات مسجلا هدف واحد (1933-1936). شارك مع منتخب إسبانيا في بطولة كأس العالم 1934 في إيطاليا حيث خرج من الدور الربع النهائي.

## وصلات خارجية
- سيمون ليكوي على موقع الاتحاد الدولي (مؤرشف)  (الإنجليزية)
- سيمون ليكوي على موقع قاعدة بيانات كرة القدم.إي يو (الإنجليزية)
- سيمون ليكوي على موقع ناشيونال فوتبول تيمز (الإنجليزية)
- سيمون ليكوي على موقع عالم كرة القدم.نت (الإنجليزية)

- هذا سيرة ذاتية